# 周敘 (成化進士)
周敍，字天敘，廣東省廣州府南海縣人，民籍，明朝政治人物。進士出身。

## 生平
早年出身國子生，廣東鄉試第七名。成化十四年（1478年）戊戌科會試第三百二十九名，殿試登進士第三甲第一百六十七名。

## 家族
祖父周彥斌。父亲周順。